# Сент-Трюйденский мир
Сент-Трюйденский мир был подписан в Сент-Трюйдене 22 декабря 1465 года между Льежским княжеством-епископством и герцогством Бургундия по итогу первой льежской войны.

## История
Победив восставших против князя-епископа местных жителей в битве при Монтакене, Карл Смелый занял город Сент-Трюйден и навязал жителям епископства следующие условия:
- Представители трех сословий должны принести присягу перед герцогом Бургундии и подчиняться его решениям.
- Принц-епископ Луи де Бурбон восстановлен в должности по решению папы Павла II.
- Княжество Льеж становится бургундским протекторатом.
- Укрепления хороших городов Льежа в районе Антр-Самбр-э-Маас (Тюэн, Фос-ла-Виль, Кувен и Шатле) должны быть демонтированы.
- Договоры о союзе с Францией расторгаются.
- Княжество должно заплатить герцогу Бургундскому выкуп в размере 304 тыс. флоринов за понесённый в войне ущерб[1].

## Последствия
Договор не умиротворяет регион. Восстания следуют одно за другим и достигают кульминации во время осады Сен-Тронда и битвы при Брустеме 28 октября 1467 г., по итогу которых Льеж был разграблен и сожжен на следующий день. Войны разрушили металлургические предприятия в Льеже и медные мастерские в Динане. Урожаи были слабые, и население Льежа страдало от голода. Несмотря на это, Карл требовал уплаты выкупа.
После гибели Карла в битве при Нанси его дочь Мария 19 марта 1477 г. отказалась от своих прав на княжество в пользу Луи де Бурбона, что постепенно восстановило права и свободы города и княжества. В 1487 г. его преемник Жан де Орн подтвердил это и подписал Мирный договор Святого Иакова.

## Sources
- (ca) Cet article est partiellement ou en totalité issu de l’article de Wikipédia en catalan intitulé « Pau de Sint-Truiden » (voir la liste des auteurs).